# Jan van Ruusbroec

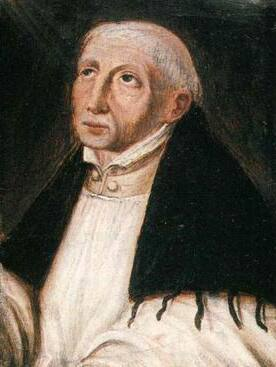
Jan van Ruusbroec

Jan van Ruusbroec (1293, Rusbrock, cerca de Bruselas - Groenendaal, 2 de diciembre de 1381) fue un célebre místico belga.
Jan fue durante un periodo largo de tiempo vicario de la iglesia de Santa Gúdula en Bruselas y posteriormente prior del convento de canónigos de Groendal, que fundó o reformó, y dejó muchos escritos en flamenco, que tradujo posteriormente al latín Laurentius Surius (1522-1578), entre los que se encuentra el de Nuptiis vel de ornatu nupciarum spiritualium (edición más reciente: De ornatu spiritualium nuptiarum, Turnhout: Brepols, 2004).

## Obra
Algunas ediciones de sus obras:
- Van de gheesteliken tabernakel, Turnhout: Brepols, 2006
- The spiritual espousals, Collegeville: Liturgical Press, 1995
- Opera omnia, Tielt: Brepols, 1988-,
- Obras, Madrid: U.P. de S.: F.U.E., 1984 (edición, traducción y notas de Teodoro H. Martín)